# Allisha Gray
Allisha Gray (Greenwood (Carolina del Sur), Estados Unidos, 12 de enero de 1995) es una jugadora de baloncesto de Estados Unidos campeona olímpica en Tokio 2020 en la modalidad de Baloncesto 3x3 junto a Kelsey Plum, Stefanie Dolson y Jacquelyn Young.
Es jugadora de los Atlanta Dream de la WNBA. Fue seleccionada por Dallas Wings con el número 4 del draft en el año 2017, y ese mismo año ganó el premio rookie del año de la WNBA.

## Palmarés olímpico
| Juegos Olímpicos | Juegos Olímpicos | Juegos Olímpicos | Juegos Olímpicos |
| Año              | Lugar            | Medalla          | Prueba           |
| ---------------- | ---------------- | ---------------- | ---------------- |
| 2021             | Tokio ( Japón)   | Medalla de oro   | Baloncesto 3x3   |